# Opération porte-voix
L'Opération porte-voix est une entreprise de mobilisation organisée par la coalition des Partenaires pour la souveraineté en collaboration avec la Centrale de l'enseignement du Québec (CEQ) au mois de septembre 1995. À la veille du référendum sur la souveraineté du Québec, une cinquantaine de femmes se sont relayées dans un autocar nolisé afin de rejoindre, de rassembler, d'informer et de sonder les Québécoises de divers horizons au sujet de l'option souverainiste.
Au cours de la tournée, les participantes à l'Opération porte-voix ont multiplié les activités telles que les dîners-conférences, les assemblées de cuisine et les spectacles. Elles ont terminé leur périple à Montréal, où le spectacle SouveReines a rassemblé quelques centaines de militants et de militantes souverainistes au Club Soda. Mis en scène et animé par l'écrivaine Hélène Pedneault, cet événement a eu un important succès. Le camp du Oui l'a monté à nouveau au mois d'octobre 1995.
Bien qu'elle soit généralement reléguée à l'arrière-plan dans les récits de la campagne référendaire, l'Opération porte-voix est une entreprise de mobilisation féminine unique dans l'histoire du Québec.

## Les Partenaires pour la souveraineté
L'Opération porte-voix est une initiative des Partenaires pour la souveraineté. Cette coalition, représentant une quinzaine d'associations syndicales, professionnelles et étudiantes, et comptant environ un million de membres, avait pour but d'alimenter la réflexion sur la souveraineté du Québec dans la société civile, loin des considérations partisanes, et ainsi d'influer sur le cours de la campagne référendaire. Suzanne La Ferrière, responsable des communications des Partenaires pour la souveraineté, résume a posteriori la raison d'être de la coalition:  
« Convaincus que la souveraineté est une chose trop importante pour être laissée aux seules mains des politiciens, les Partenaires ont mené, en 1995, leur propre campagne en faveur de la souveraineté. Dans chacune des régions du Québec, des hommes et des femmes de tous les âges et de toutes les couches de la société se sont en effet engagés, en dehors des partis politiques, à promouvoir la souveraineté à partir de leurs propres préoccupations et aspirations. [...] Du même souffle, les organismes nationaux membres de la coalition se donnaient une plateforme commune, résolument progressiste, dans les domaines de l'économie, de l'éducation, des politiques sociales, des relations internationales, de la citoyenneté, de la culture et des droits et libertés. »  

### Les Partenaires pour la souveraineté et les femmes

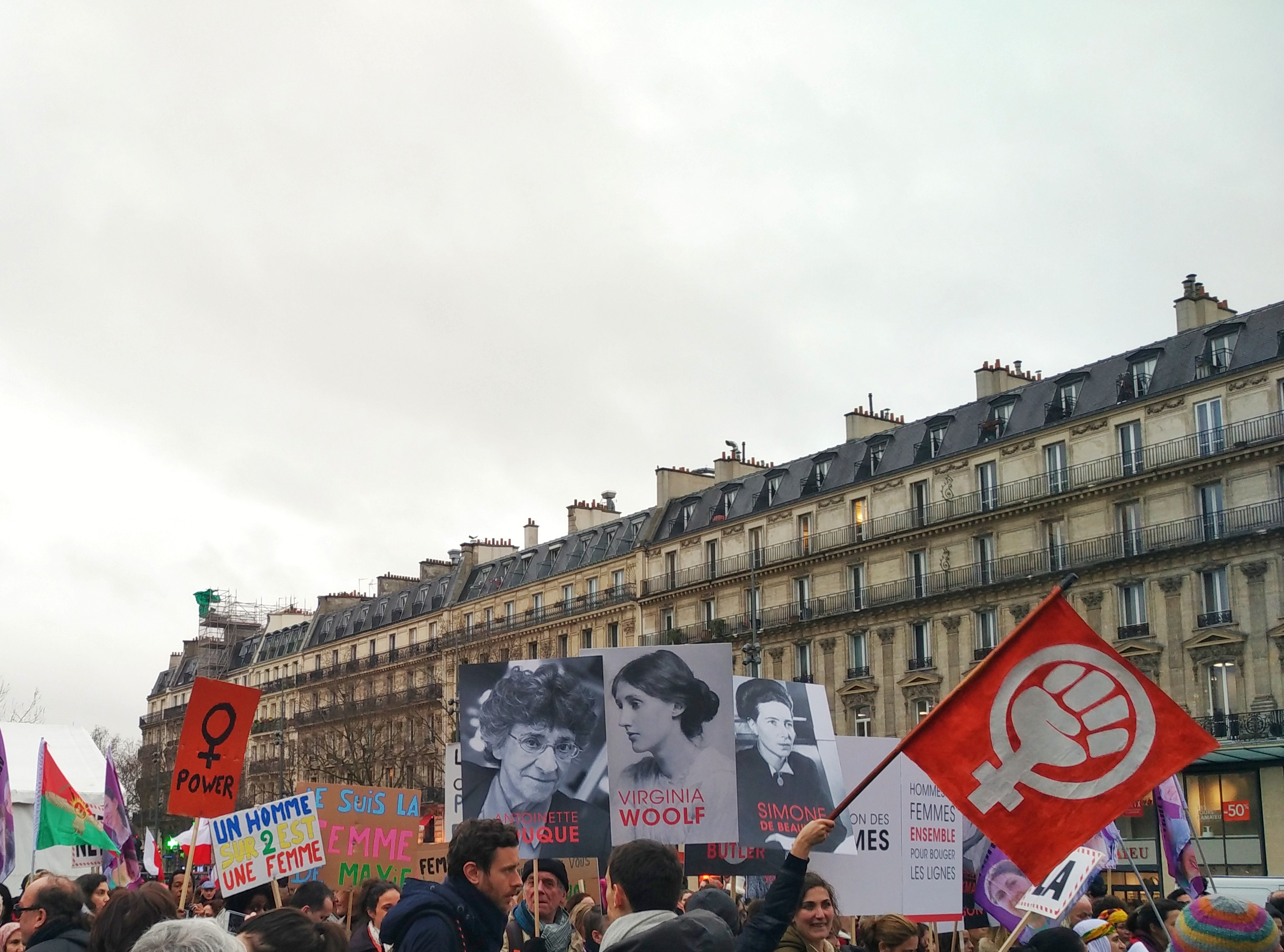
Manifestation lors de la Journée de la femme à Paris.

Dès le début de leur histoire, les Partenaires pour la souveraineté accordent une grande importance aux femmes, un groupe encore largement ignoré par les partis politiques et les organisations souverainistes. Ainsi, après avoir annoncé leur création lors d'une conférence de presse au mois de janvier 1995, les Partenaires pour la souveraineté posent un premier geste dans les médias à l'occasion de la Journée internationales des femmes. Le 8 mars 1995, des représentantes des organisations membres des Partenaires publient la lettre « Huit femmes... un huit mars » dans la section « Opinions » de La Presse.

Les signataires se positionnent résolument en faveur de la souveraineté du Québec. Elles constatent que les femmes composent dorénavant plus de 50% de l'électorat québécois et que, si ces dernières saisissent l'occasion de prendre la place qui leur revient dans l'espace public, elles ont le pouvoir de faire du Québec un pays à leur image. Elles inscrivent ainsi clairement le projet souverainiste dans la lignée des grands projets d'émancipation de l'époque moderne, et présentent la souveraineté non pas comme une fin en soi, mais bien comme un moyen de créer une société plus juste et ouverte sur le monde :  
« Cette journée du huit mars 1995 nous permet à nous, femmes engagées à promouvoir la cause des femmes, de dire publiquement que nous misons sur la capacité des femmes du Québec de s'assurer qu'on intègre au présent débat des mots qui en sont désespérément absents, les mots courage et générosité et surtout les attitudes qui en découlent et dont elles peuvent oser prétendre, à l'instar de milliers de femmes de tant d'autres pays, qu'elles ont caractérisé tous les combats qu'elles ont menés. [...] Le projet de souveraineté du Québec se doit d'être un projet essentiellement généreux, un projet qui s'inscrit à l'intérieur des grands mouvements d'émancipation des peuples parvenus à maturité. » 
En plus de permettre aux Partenaires pour la souveraineté de se faire remarquer, la lettre « Huit femmes... un huit mars » donne le ton pour les mois suivants. Quelques semaines seulement après cette publication, les Partenaires dévoilent leur programme souverainiste à l'occasion de la Commission nationale sur l'avenir du Québec présidée par l'ex-ministre conservatrice Monique Vézina. Puis, au mois de mai, ils dévoilent publiquement leur plan d'action aux médias. La porte-parole Nicole Boudreau précise que les Partenaires entendent miser sur une « campagne de terrain, avec de la créativité et de l'humour ». Cette campagne implique notamment la diffusion de matériel promotionnel et de dépliants informatifs, ainsi que l'organisation d'activités de sensibilisation.
Au cours des mois qui précèdent le référendum du 30 octobre 1995, les Partenaires entreprennent donc un ambitieux programme de mobilisation populaire. Après avoir organisé au printemps et à l'été des activités ciblant les médias, les jeunes et les francophones hors Québec, au mois de septembre, la coalition se tourne vers les femmes. En effet, des sondages menés en 1994 et 1995 suggèrent que ces dernières hésitent toujours à endosser le projet souverainiste. Cette hésitation était en bonne partie attribuable au fait que les forces souverainistes négligeaient les femmes comme groupe d'électeurs. C'est sur la base de ce constat que les Partenaires pour la souveraineté mettent sur pied l'Opération porte-voix, une vaste tournée de mobilisation conçue pour et par des femmes québécoises.

## L'Opération porte-voix

### L'annonce de l'Opération porte-voix
Le 5 septembre 1995, lors d'un petit-déjeuner, la porte-parole des Partenaires pour la souveraineté, Nicole Boudreau, annonce à la presse qu'une grande tournée nationale se mettra en branle dans les prochains jours. La rencontre avec les journalistes prend la forme d'une assemblée de cuisine dans une maison privée du quartier Hochelaga-Maisonneuve où son servis carrés aux dattes et pouding chômeur.
Cette tournée entend rassembler « une cinquantaine de femmes qui se relayeront, en autobus nolisé, dans toutes les régions du Québec » afin de « favoriser le dialogue entre femmes, informer les femmes en dépassant les structures des partis politiques ». « [L]es femmes ne se sentent pas particulièrement rejointes » par le discours des partis politiques, explique Nicole Boudreau, « [i]l fallait donc trouver un moyen de rejoindre ces femmes en outrepassant les discours conventionnels et les lignes de parti. D'où l'idée d'une tournée en autobus et de femmes en région qui, à leur manière, décideront comment elles reçoivent les passagères souverainistes ». À cette occasion, la porte-parole tient aussi à dissocier clairement l'Opération porte-voix des « Yvettes » de 1980, notant que ces dernières appartenaient à « un mouvement très ponctuel » plutôt qu'à un effort organisé. En 1995, au contraire, les femmes « pass[ent] à l'offensive ». Les organisations membres des Partenaires pour la souveraineté investissent près de 100 000 $ dans cette tournée des femmes.

### La tournée des femmes
Entre le 8 et le 17 septembre 1995, 59 femmes souverainistes prennent la route dans un autobus nolisé. Partant de Québec, ces femmes se relaient sur une distance de 4 000 kilomètres et visitent 46 municipalités à la grandeur du territoire. Leur objectif, tel que rapporté dans Le Devoir, est de « rencontrer d'autres femmes, les écouter, mais aussi les sensibiliser à la cause souverainiste ».
Les participantes à l'Opération porte-voix comprennent des artistes ainsi que des femmes considérées comme des cheffes de file dans leurs domaines respectifs ou dans leur région. On compte dans leurs rangs une enseignante, une conseillère municipale, une retraitée, une représentante syndicale, une écrivaine et une infirmière, ainsi que certaines personnalités bien connues du public québécois telles que Claire Bonenfant, ancienne présidente du Conseil du statut de la femme, Françoise Laliberté, représentante du Mouvement Action-Chômage, et Denise Boucher, poétesse et autrice de la pièce féministe Les fées ont soif.
En l'espace de dix jours, ces femmes multiplient les assemblées de cuisine, les dîners-conférences, les 5 à 7 festifs et les spectacles. Tout au long de leur périple, les participantes à l'Opération porte-voix distribuent des centaines de dépliants expliquant les avantages de la souveraineté ainsi que des milliers de cartes postales intitulées « Vivre à haute voix au lieu de murmurer notre existence » (titre emprunté au mémoire présenté par les Partenaires pour la souveraineté devant la Commission nationale sur l'avenir du Québec). « On veut que chaque femme souverainiste se sente responsable d'envoyer cette carte postale à une amie », explique Nicole Boudreau.

#### L'itinéraire de l'Opération porte-voix
L'autobus de l'Opération porte-voix quitte la ville de Québec le vendredi 8 septembre et prend la direction du Bas-Saint-Laurent et de la Gaspésie. La tournée se dirige ensuite vers la Côte-Nord et le Saguenay-Lac-Saint-Jean avant de s'arrêter en Mauricie, dans le Centre-du-Québec, en Estrie, en Outaouais et en Abitibi. Elle prend fin à Montréal.

##### Le Bas-Saint-Laurent et la Gaspésie
Après avoir quitté Québec, l'Opération porte-voix fait un premier arrêt au restaurant L'Estaminet de Rivière-du-Loup, où une trentaine de femmes sont regroupées. La porte-parole des Partenaires pour la souveraineté, Nicole Boudreau, profite de l'occasion pour y lancer un message d'espoir et de persévérance: « Tout choix comporte sa part de risque, d'incertitude, mais le courage demeure encore la première attitude à privilégier ».
La mairesse de Rivière-du-Loup, Denise M. Lévesque, participe également au rassemblement. Bien qu'elle refuse de se prononcer ouvertement sur la question référendaire, la mairesse prend la parole pour déclarer son « coup de cœur » à l'endroit des femmes de l'Opération porte-voix, qui « méritent qu'on leur accorde une attention particulière ». « Quand les femmes décident de prendre la parole, ajoute-t-elle, je ne peux pas me dissocier d'elles ».
Le matin du samedi 9 septembre, l'autobus de l'Opération porte-voix quitte le centre-ville de Rivière-du-Loup et se dirige vers Rimouski avant d'entreprendre une brève tournée de la péninsule gaspésienne. La présidente de la Centrale de l'enseignement du Québec, Lorraine Pagé, prend notamment la parole devant un groupe de militantes convaincues de la ville de Gaspé.

##### La Côte-Nord et le Saguenay-Lac-Saint-Jean
Après avoir visité quelques communautés de la Côte-Nord dans la journée du 11 septembre, la « caravane » de l'Opération porte-voix atteint la région du Saguenay-Lac-Saint-Jean. À Chicoutimi, la porte-parole Nicole Boudreau, l'ex-ministre fédérale Monique Vézina, les actrices Louisette Dussault et Michèle Rossignol, et la présidente du Mouvement national des Québécoises et des Québécois Louise Laurin sont reçues par le Syndicat des infirmières du Nord-Est québécois (SINEQ) et par sa présidente Nancy Lavoie.
« Cette grande opération 'porte-voix' vise à donner la parole aux femmes », déclare Nicole Boudreau aux femmes du SINEQ. « Nous représentons 52 pour cent de l'électorat. Les enjeux qui nous concernent sont donc très importants. » Paraphrasant le père de la Confédération et ancien premier ministre conservateur John A. Macdonald, qui disait « On a fait le Canada, il nous reste à faire les Canadiens », elle ajoute « [nous avons] fait les Québécois, il nous reste à faire le Québec ».

##### La Mauricie et le Centre-du-Québec
Le 12 septembre, l'Opération porte-voix s'arrête à La Tuque et dans quelques municipalités de la Mauricie. Puis, dans la matinée du 13 septembre, l'autobus de l'Opération fait escale dans un restaurant du parc portuaire de Trois-Rivières, où « l'ambiance [est] digne d'une grande soirée de victoire référendaire ». En présence des quelque 80 participantes au petit-déjeuner, rapporte Le Nouvelliste, « militante, intervenante communautaire, écrivaine, élue, féministe, comédienne et politicienne » se succèdent pour lancer un « véritable cri du cœur en faveur de la souveraineté ».
« Depuis le 8 septembre », rappelle Nicole Boudreau, « nous avons rencontré des femmes qui, n'ayant jamais été aussi déterminées à voter OUI, seront donc déterminantes tandis que les indécises se montrent réceptives à l'information ».
À cette occasion, Monique Vézina prend la parole pour parler de souveraineté, notamment au sujet des pensions pour aînés. Elle est suivie par Claire Bonenfant, qui s'attaque au problème du partage des compétences et insiste sur les valeurs défendues par l'Opération porte-voix: l'égalité, le respect des droits, l'éducation, la solidarité sociale, la répartition équitable du travail et des richesses, et le développement économique durable et écoresponsable.
De son côté, Marie Auger, conseillère municipale de Victoriaville et gestionnaire d'un édifice regroupant une quarantaine d'organismes communautaires, s'adresse avec émotion à la petite assemblée. « Laissons parler notre cœur car la raison du cœur, c'est la meilleure », affirme-t-elle. « Un mariage d'amour à 40 ans, c'est mieux qu'un mariage de raison à 20 ans ». Rapidement après la fin de la rencontre, la délégation féministe reprend la route vers le Centre-du-Québec, où elle fait notamment des arrêts à Victoriaville et à Drummondville.

##### L'Estrie et l'Outaouais
Dans la soirée du 13 septembre, l'Opération porte-voix se rend à Sherbrooke, alors que quelque 425 femmes se rassemblent au Théâtre Granada pour participer à un événement d'envergure intitulé Le Shower du référendum.
Après six jours et une vingtaine de villes visitées depuis leur départ de Québec, les principales intéressées dressent un bilan de mi-parcours de leur expérience. « Partout », confie Lorraine Pagé à la journaliste Jacynthe Nadeau de La Tribune, « on est reçu comme de la grande visite ». Ville après ville, ajoute-t-elle, « [o]n s'enrichit de témoignages de femmes qui sont engagées dans leur communauté. On donne une autre voix à la souveraineté en la rapprochant des préoccupations des gens. Et on s'aperçoit qu'on est finalement pas mal plus nombreuses à y croire ». « Quand on part », ajoute Denise Boucher, « on ne sait pas ce qu'on va trouver et j'ai été étonnée. Au-dessus de tous les partis politiques, nous sommes les femmes de la société civile et nous sommes porteuses d'une idée: nous voulons un pays et après le oui, nous voulons écrire sa constitution. Et les femmes sont prêtes à ça. Elles ne parlent pas d'un oui pour le oui, elles parlent d'un oui pour le changement social ».

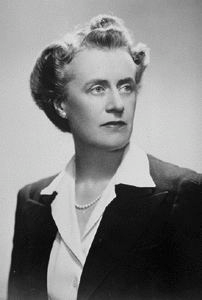
La carrière de Thérèse Casgrain est célébrée à l'occasion de l'Opération porte-voix.

Profitant des installations du Théâtre Granada, les organisatrices font du « shower » du 13 septembre un événement haut en couleur. La soirée commence par une leçon d'histoire sous forme théâtrale, au cours de laquelle certains personnages historiques d'importance prennent la parole. Les Filles du Roy déclarent ainsi que « ceux qui disent que les femmes ont peur se trompent », puisque ces dernières « sont capables de voir plus loin que le bout de leur nez ». Louise de Ramezay, une seigneuresse du XVIIIe siècle, renchérit: « Il y a plein de pays où les femmes ne s'occupent pas de leurs affaires, mais ça n'arrivera pas ici ». La militante et suffragette Thérèse Casgrain clôt ce segment en affirmant avec autorité que « [l]es femmes sont des citoyennes, elles doivent dire leur mot dans toutes les affaires politiques ».
Après cette petite mise en scène, les représentantes des Partenaires pour la souveraineté de la région livrent une série d'informations factuelles sur le passé constitutionnel du Québec sous la forme d'un quiz télévisé. Suit une période de  discussion avec les femmes assemblées devant elles.
Le 14 et le 15 septembre, la tournée des femmes tient une dernière série d'événements dans la région de l'Outaouais. Au cours d'un dîner-échange organisé au club de golf le Dôme de Hull, les Partenaires pour la souveraineté rencontrent un « auditoire vendu » au projet souverainiste. « Je vous apporte une bonne nouvelle », lance d'entrée de jeu Nicole Boudreau. « Nous allons gagner le référendum parce que les femmes souverainistes n'ont jamais été aussi déterminées et que les femmes représentent 52% de l'électorat. Nous aurons donc la majorité ».

### La conclusion de la tournée des femmes: le spectacle SouveReines du 17 septembre 1995
La tournée de l'Opération porte-voix se termine par un spectacle spécialement conçu, mis en scène et animé par Hélène Pedneault. Intitulé « SouveReines », ce spectacle a lieu au populaire Club Soda de l'avenue du Parc à Montréal dans la soirée du 17 septembre 1995. L'événement à grand déploiement rassemble plus de 400 personnes, y inclus des militants et des militantes ainsi que certains ténors du camp du « Oui ». Parmi les personnalités publiques qui assistent au spectacle, on compte notamment la présidente de la Fédération des femmes du Québec, Françoise David et les ministres péquistes Pauline Marois et Louise Harel.
Des artistes prêtent leurs voix au spectacle, telles que Renée Claude, Marie Michèle Desrosiers, Marie Savard, Marie-Claire Séguin et Sylvie Tremblay. Pauline Julien, égérie des causes féministe et souverainiste, participe également aux festivités. Pour sa dernière véritable prestation publique, elle choisit de réciter un texte de son partenaire Gérald Godin, décédé en octobre 1994.
Le spectacle SouveReines obtient un tel succès qu'il est repris par le comité du « Oui » au mois d'octobre suivant. Il est alors produit au Spectrum de Montréal.

### Les «souve-reines» de Sherbrooke (19 octobre 1995)
Un mois après la tenue du Shower du référendum au Théâtre Granada de Sherbrooke, le Regroupement des femmes de l'Estrie pour le oui organise un nouveau rassemblement souverainiste. À quelques jours seulement du scrutin, 450 « souve-reines » se rassemblent dans une salle de l'Hôtel Delta pour poursuivre le débat sur le projet souverainiste. Comme l'explique Louise Paquet, organisatrice de l'événement d'origine, « Le Shower [...] était notre party de filles pour se préparer avant la grande demande. Ce soir, c'est le cours de préparation au mariage. Et comme dans les cours de préparation au mariage, vous allez pouvoir poser toutes les questions pour savoir quoi faire pour que ça aille bien après le mariage. »  
Louisette Dussault et Monique Vézina font partie des représentantes des Partenaires pour la souveraineté qui assistent à l'événement. Elles sont rejointes par Françoise David, qui prend la parole pour annoncer que « [s]'il y a un risque à prendre le 30 octobre, c'est bien de voter Non, parce que là, c'est certain qu'on va se retrouver avec une réforme des programmes sociaux ».

## Les résultats de l'Opération porte-voix
Dans un entretien accordé à l'écrivaine et journaliste Sylvie Dupont en 2013, Suzanne La Ferrière rappelle que l'Opération porte-voix a eu un impact concret sur l'opinion des femmes. À l'aube de l'automne 1995, en effet, l'appui des femmes francophones à la souveraineté aurait augmenté de 10 points en un mois. La militante attribue une bonne part de cette augmentation au travail effectué sur le terrain par les Partenaires pour la souveraineté: « [Ç]a, c'est grâce à la tournée qu'on a faite pour rejoindre les femmes et ensuite à la prise en charge de cette dimension-là par le comité national du Oui, avec le discours et le matériel qu'on avait mis au point pour une campagne orientée vers les femmes». Lorraine Pagé renchérit: « Les analystes ont dit que c'est l'arrivée de Lucien Bouchard qui a changé la donne, mais à mon avis, ce sont les Partenaires pour la souveraineté. Nous, les représentants syndicaux, les représentantes féministes, on pouvait entrer dans les groupes sociaux et communautaires où les chefs de partis n'auraient jamais pu mettre l'ombre du gros orteil».
Au-delà de cette augmentation statistique, la tournée des femmes aura prouvé une fois pour toutes l'intérêt des femmes pour la cause souverainiste. Dans des propos rapportés par les médias, la porte-parole Nicole Boudreau affirme d'abord que « la tournée [...] que viennent d'effectuer les femmes pour la souveraineté a permis de réaliser que les femmes n'ont plus d'inquiétudes face à leur avenir, parce qu'elles sont mieux renseignées, et surtout déterminées à s'affirmer dans la société québécoise ». Selon elle, il est faux de prétendre que les femmes ne s'intéressent pas à la souveraineté; l'Opération porte-voix aurait bien démontré qu'en fait, les femmes s'intéressent à la souveraineté pour des raisons différentes de celles des hommes. « La souveraineté est, à leurs yeux, un outil pour réaliser des changements sociaux [...]. [Les femmes] souhaitent que les ténors du OUI accordent autant d'intérêt aux dimensions sociales qu'aux questions de structures, répartition des pouvoirs et partage de la dette ». Monique Vézina partage le même avis, rapportant qu'en tournée, les Partenaires pour la souveraineté ont peu entendu parler de passeport canadien ou de monnaie. Lorraine Pagé renchérit: « On a plus parlé de souveraineté dans le sens de ce que ça pourrait permettre, qu'en termes de structures ou de passeport. Ce n'est pas un changement constitutionnel qu'on veut opérer, c'est un changement politique et social ».

## L'héritage de l'Opération porte-voix
Malgré l'important précédent établi par l'Opération porte-voix en termes de mobilisation populaire, l'événement a été somme toute peu couvert dans l'historiographie. Ce relatif silence a notamment fait l'objet d'un article publié par l'historienne Micheline Dumont à l'occasion du 20e anniversaire du référendum.
Dans une lettre ouverte publiée dans Le Devoir, cette dernière propose une réflexion sur l'importance des Partenaires pour la souveraineté et de l'Opération porte-voix dans l'histoire de l'émancipation des femmes québécoises. Elle rappelle d'abord qu'en 1995 comme en 1980, « seules les souverainistes associent la libération du Québec et l'autonomie des femmes ». Le fameux slogan de 1970 est alors toujours bien vivant: « Pas de libération des femmes sans libération du Québec. Pas de libération du Québec sans libération des femmes ».
« C'est dans cette optique », poursuit Micheline Dumont, « qu'un groupe de femmes souverainistes issues de milieux divers, ont loué un autobus pour parcourir le Québec et rejoindre les femmes trop souvent négligées par les camps du Oui et du Non. Alors que ces dernières faisaient des pieds et des mains pour engager une conversation soutenue sur le sujet de la souveraineté avec les Québécoises de tous horizons, leurs consœurs fédéralistes ne militaient « ni au nom des femmes ni pour des objectifs ouvertement féministes ».
Micheline Dumont conclut son texte par une réflexion incisive sur le processus d'invisibilisation historique des femmes: « Qui va se souvenir de tout cela? Ces événements font-ils partie de l'histoire? Apparemment non. Les documentaristes de RDI, selon une longue habitude, ne documentent pas les actions des femmes ».